# Carboni negre
El carboni negre és una forma impura de carboni produïda durant la combustió incompleta de combustibles fòssils, fusta (amb la formació de sutge) o biomassa. És present als aerosols, els sediments i els sòls.